# Дјакова
Дјакова (слч. Diaková) насељено је мјесто са административним статусом сеоске општине (слч. obec) у округу Мартин, у Жилинском крају, Словачка Република.

## Становништво
| Година:    | 1994. | 2004.   | 2014.    | 2024.    |
| ---------- | ----- | ------- | -------- | -------- |
| Број људи: | 222   | 243     | 349      | 595      |
| Разлика:   |       | +9,45 % | +43,62 % | +70,48 % |

| Година:    | 2023. | 2024.   |
| ---------- | ----- | ------- |
| Број људи: | 576   | 595     |
| Разлика:   |       | +3,29 % |

Према подацима о броју становника из 2011. године насеље је имало 282 становника.